# Бекетовка (Иссинский район)
Бекетовка — село в Иссинском районе Пензенской области, входит в состав Уваровского сельсовета.

## География
Расположено в 9 км на юг от центра сельсовета села Уварово и в 26 км на юг от райцентра посёлка Исса.

## История
По фамилии пензенского дворянина Никиты Бекетова, построившего его на земле, отказанной ему в 1682 г. при вершине р. Чертолейки, левого притока Шеркаиса. В 1710 г. показана как д. Бекетовка Шукшинского стана Пензенского уезда. В августе 1717 г. выжжена во время «большого кубанского погрома», в это время помещиком показан В.А. Жедринский. В 1747 г. – за коллежским асессором Михаилом Давыдовичем Жедринским, 154 ревизских души. В 1762 г. – за его сыном, сержантом лейб-гвардии Преображенского полка Егором Михайловичем Жедринским. С 1780 г. деревня входила в состав Инсарского уезда Пензенской губернии. В 1782 г. показана в одной земельной даче с д. Куракино, располагалась на правой стороне речки Черталейки и по обе стороны безымянного отвершка, на котором два пруда; церковь во имя Архангела Михаила и господский дом – деревянные. В 1785 г. – во владении помещика Егора Михайловича Жедринского (300 ревизских душ с крестьянами д. Егорьевской). В 1877 г. – в составе Уваровской волости, 85 дворов, церковь. В 1910 г. – село Царевщинской волости Мокшанского уезда, одна община, 103 двора, церковь, церковноприходская школа, 3 ветряные мельницы, 4 лавки, имения Поползухина и Просвирнина.
С 1928 года село являлось центром Бекетовского сельсовета Иссинского района Пензенского округа Средне-Волжской области (с 1939 года — в составе Пензенской области). В 1939 г. – центральная усадьба колхоза «За новый путь» (организован в 1930 г.), 170 дворов. В 1955 г. – центр сельсовета, центральная усадьба колхоза имени Жданова (1955 г.). В 1980-е гг. село в составе Уваровского сельсовета, центральная усадьба колхоза «Бекетовский». 

## Население
| 1710 | 1762 | 1864 | 1877 | 1897 | 1910 | 1926 |
| ---- | ---- | ---- | ---- | ---- | ---- | ---- |
| 56   | ↗371 | ↗519 | ↗631 | ↘556 | ↗669 | ↗689 |
| 1930 | 1959 | 1979 | 1989 | 1996 | 2002 | 2010 |
| ↗850 | ↘535 | ↘332 | ↘317 | ↗345 | ↘325 | ↘230 |